# Teoría del iceberg

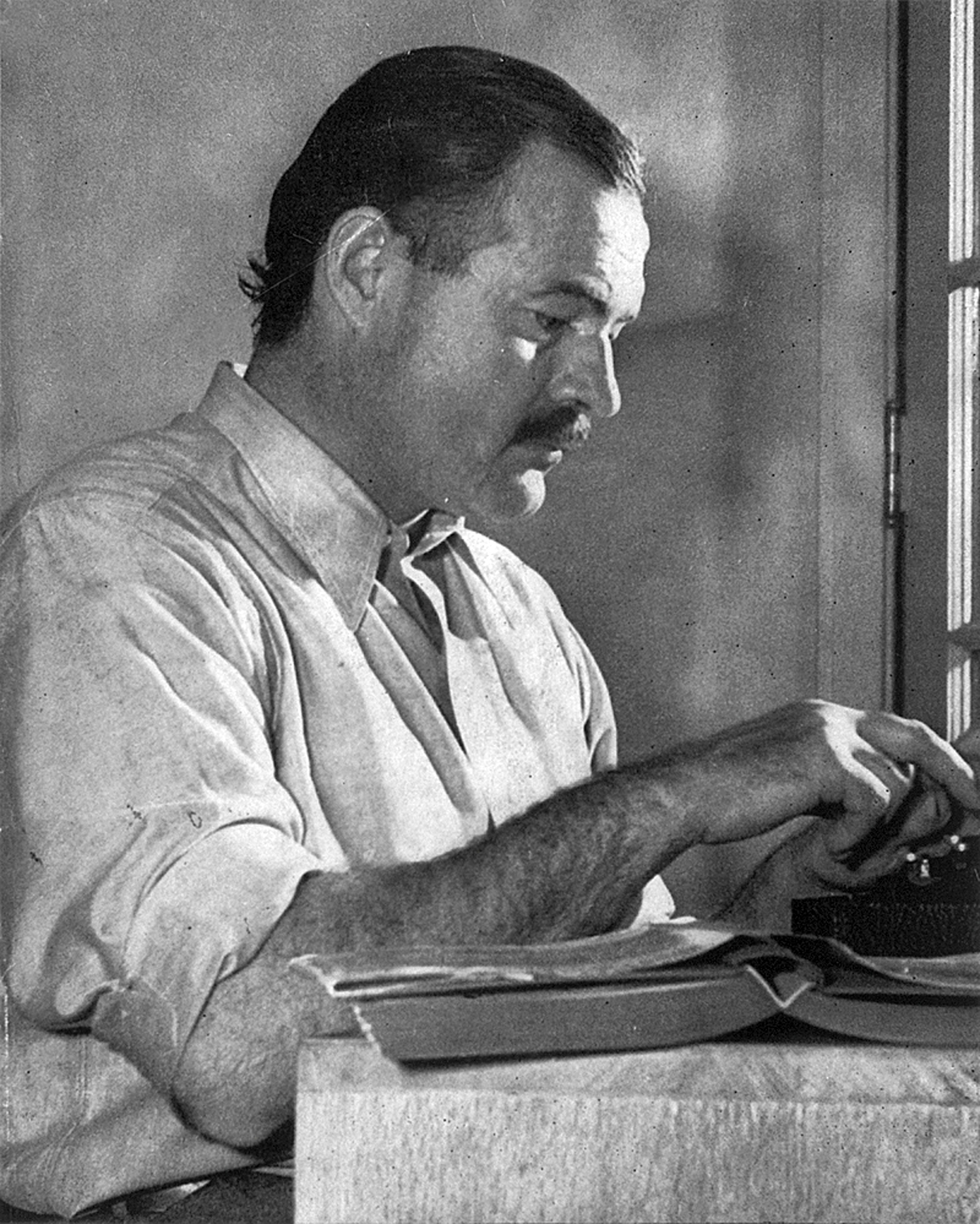
Ernest Hemingway, fotografiado para la edición 1940 de Por quién doblan las campanas.

La teoría del iceberg (también conocida como la teoría de la omisión) es una técnica de escritura acuñada por el escritor estadounidense Ernest Hemingway. Como joven periodista, Hemingway tuvo que enfocar sus informes periodísticos en eventos inmediatos, con muy poco contexto o interpretación. Por lo que, cuando se convirtió en escritor de cuentos, conservó este estilo minimalista, enfocándose en elementos superficiales sin discutir explícitamente los temas subyacentes. Hemingway creía que el significado más profundo de una historia no debería ser evidente en la superficie, sino que debería brillar implícitamente.
Críticos literarios, como Jackson Benson, afirmaron que su teoría del iceberg, combinada con la característica claridad de su escritura, funcionaron como un medio para distanciarse de los personajes que creó.

## Antecedentes
Al igual que otros escritores estadounidenses como Mark Twain, Stephen Crane, Theodore Dreiser, Sinclair Lewis y Willa Cather, Hemingway trabajó como periodista antes de convertirse en novelista. Después de terminar la escuela secundaria, trabajó durante unos meses como periodista del Kansas City Star, en donde rápidamente se enteró de que la verdad a menudo se esconde debajo de la superficie de una historia. Aprendió acerca de la corrupción en la política de su ciudad, y que en las salas de emergencia de los hospitales y las comisarías se usaba una máscara de cinismo «como una armadura para proteger cualquier vulnerabilidad que sobró». En sus artículos escribió acerca de los hechos relevantes, excluyendo el contexto. Como corresponsal en el extranjero para el Toronto Star, mientras vivía en París en la década de 1920, cubrió la guerra greco-turca. Escribió 14 artículos  para el periódico, pero su biógrafo Jeffrey Meyers explica que escribió de tal manera que «reportó objetivamente sólo sobre los acontecimientos inmediatos, a fin de lograr una concentración e intensidad de enfoque —un foco de atención en lugar de un escenario—». Durante la guerra greco-turca ganó valiosa experiencia de escritura que se tradujo en la escritura de ficción. Creyó que la ficción puede basarse en la realidad, aunque si hubiera que destilarse una experiencia, según explicó, «lo que se inventó era más cierto que lo que se acordó».

## Definición
Si un escritor en prosa conoce lo suficientemente bien aquello sobre lo que escribe, puede silenciar cosas que conoce, y el lector, si el escritor escribe con suficiente verdad, tendrá de estas cosas una sensación tan fuerte como si el escritor las hubiera expresado. La dignidad de movimientos de un iceberg se debe a que solamente un octavo de su masa aparece sobre el agua. Un escritor que omite ciertas cosas porque no las conoce, no hace más que dejar lagunas en lo que describe.
-
—Ernest Hemingway en Muerte en la tarde

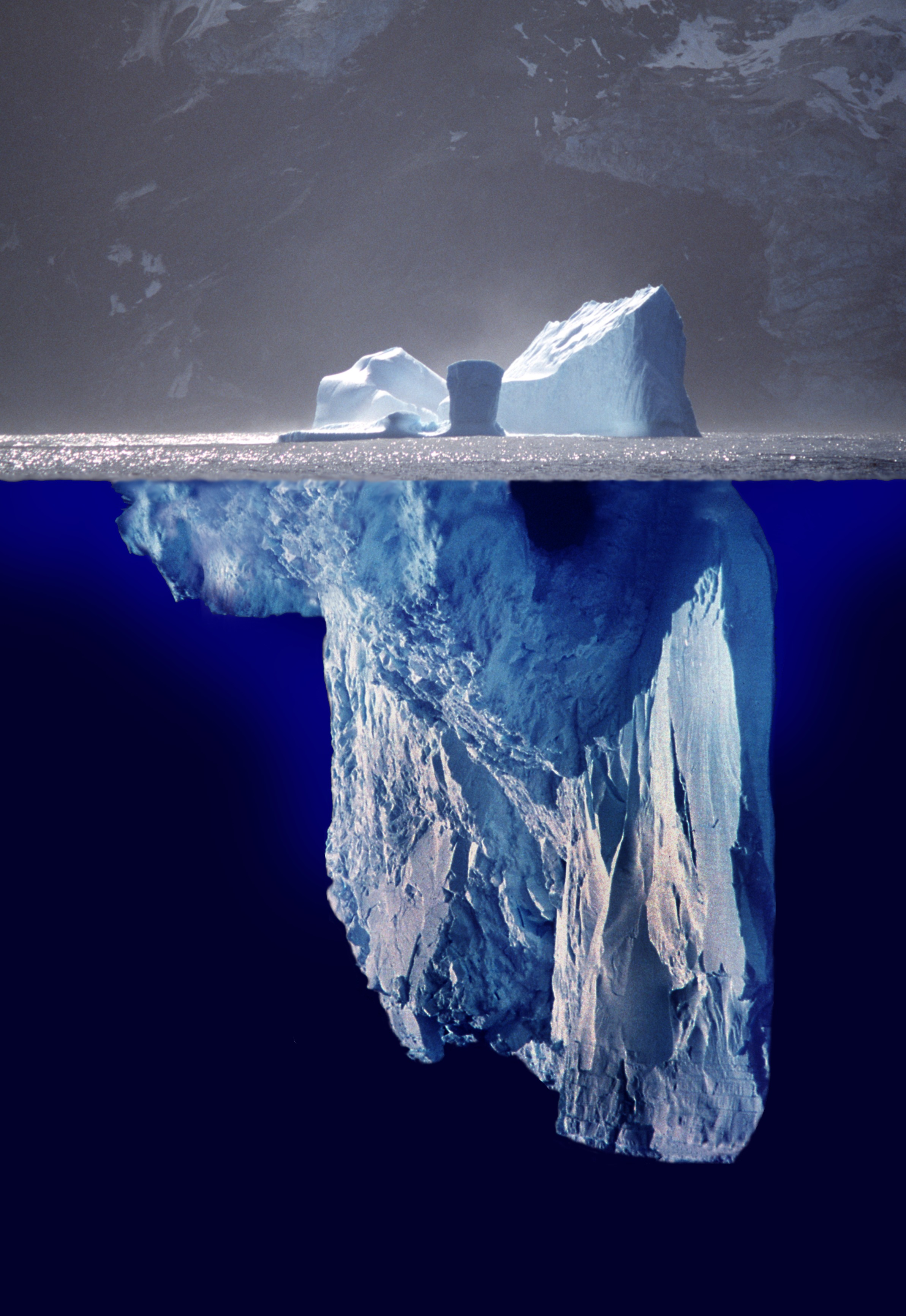
Montaje fotográfico de cómo se ve un iceberg completo.

Hemingway concibió la idea de una nueva teoría de escritura en 1923, después de terminar su cuento «Out of Season». En París era una fiesta (1964), sus memorias sobre sus años como joven escritor en París, explica: «Omití el verdadero final [de "Out of Season"] el cual era que el anciano se ahorcó. Esto se omitió en el contexto de mi nueva teoría, que se puede omitir cualquier parte ... y la parte omitida reforzaría la narración.» En el primer capítulo de Muerte en la tarde compara su teoría acerca de la escritura con un iceberg. El biógrafo de Hemingway, Carlos Baker, cree que como escritor de cuentos Hemingway aprendió «cómo sacar el máximo provecho de lo menor, cómo podar el lenguaje y evitar movimiento residual, cómo multiplicar la intensidad y la forma de decirle nada más que la verdad de una manera que permite para contar más de la verdad». Baker explica también que en la obra de Hemingway los hechos flotan sobre el agua, mientras que la estructura de soporte, incluyendo el simbolismo, opera fuera de vista.
Hemingway creía que un escritor puede describir una acción —como la de Nick Adams pescando en «El río de dos corazones»— mientras transmite un mensaje diferente sobre la propia acción —Nick Adams concentrándose en la pesca hasta el punto de no pensar más en lo desagradable de sus experiencias de guerra.  En su ensayo «The Art of the Short Story», Hemingway se expresa claramente acerca de su método: «Si uno omite cosas o acontecimientos importantes que uno conoce bien, la historia se fortalece. Si se deja u omite algo porque uno no lo sabe, la historia no tendrá ningún valor. La prueba para cualquier historia es la calidad de las cosas que usted omite, no sus editores.»
De la lectura de Rudyard Kipling asimiló la práctica de la reducción de la prosa hasta el extremo. Sobre el concepto de la omisión, Hemingway escribió en «The Art of the Short Story»: «Se podría omitir cualquier [parte] sabiendo lo que se está omitiendo, y la parte omitida reforzaría la historia y haría que la gente sientiera algo más de lo que entiende». Creía que, al ocultar la estructura de la historia, el autor reforzaría la obra de ficción, y que la «calidad de una obra podría ser juzgada por la calidad del material eliminado por el autor». Su estilo contribuyó a la estética: utilizando «frases declarativas y representaciones directas del mundo visible» con un lenguaje simple y claro, Hemingway se convirtió en «el estilista de prosa más influyente del siglo XX», según el biógrafo Meyers.
En el ensayo «Hemingway's Camera Eye» («El ojo de cámara de Hemingway»), Zoe Trodd explica que Hemingway utiliza la repetición en su prosa, creando un collage de fotos que sirve para construir una imagen completa. Sobre la teoría del iceberg, afirma que «es también una cascada glaciar, plena de movimiento por su estética multifocal». Además cree que la teoría del iceberg de Hemingway «exigió que el lector sintiera la historia "completa"» y que el lector está destinado a «llenar los vacíos dejados por las omisiones con sus sentimientos».
Jackson Benson cree que Hemingway utilizó detalles autobiográficos como dispositivos de encuadre para escribir sobre la vida en general —no sólo sobre su propia vida. Así, Benson postula que Hemingway utilizó sus experiencias y las extrajo de escenarios de «qué pasaría si»: «¿Qué pasaría si estuviera herido de tal manera que no pudiera dormir por la noche? ¿Qué pasaría si estuviera herido y enloquecido, qué pasaría si me mandaran de vuelta al frente?» Al separarse a sí mismo de los personajes que creó, Hemingway refuerza el drama. El medio para lograr un drama fuerte es minimizar, u omitir, las sensaciones que produjeron la ficción que escribió.
La teoría del iceberg de Hemingway destaca las implicaciones simbólicas del arte. Hace uso de la acción física para llegar a una interpretación de la naturaleza de la existencia del hombre. Se puede demostrar de modo convincente que, «al representar la vida humana a través de la ficción, retrató de manera consistente al hombre contra el fondo de su mundo y universo para examinar la condición humana desde varios puntos de vista.»

## Ficción temprana
Gwendolyn Tetlow cree que la ficción temprana de Hemingway, como «Campamento indio» muestra su despreocupación por la  construcción de personaje, simplemente colocando al personaje en su entorno. No obstante, en «Campamento indio» por ejemplo, el uso de detalles descriptivos —tales como una mujer gritando, hombres fumando tabaco, y una herida infectada— construyen un sentido de veracidad.
En otras palabras, una historia puede comunicarse por subtexto; así, en «Colinas como elefantes blancos» no se menciona la palabra «aborto», aunque el personaje masculino en el relato parece estar tratando de convencer a su novia a que aborte.
«El río de dos corazones», explica Hemingway, «trata de un joven... que regresa de la guerra.... Así se omite la guerra, toda mención de la guerra, cualquier mención de la guerra.» Hemingway omitió intencionalmente parte de la historia en «Campamento indio» y «El río de dos corazones", dos relatos que consideró como buenas obras.
Baker explica que los cuentos de Hemingway sobre deportes a menudo tratan sobre los propios atletas y que el deporte es accesorio a la historia. Asimismo, el relato «Un lugar limpio y bien iluminado», que a primera vista describe a hombres tomando en una cantina por la noche, en realidad trata de lo que trae los hombres a la cantina para tomar, y las razones por las cuales buscan la luz en la noche —aspectos que no son visibles en la «superficie» del argumento, pero que se esconden en la parte oculta del iceberg. «El río de dos corazones», así como «Un lugar limpio y bien iluminado», aparentemente tratan de nada, pero dentro del nada reside el quid de la historia.

## Novelas
Benson cree que la omisión aplicada por Hemingway, funciona como una especie de barrera entre sí mismo, como creador de un personaje, y el personaje. Explica que un autor, al introducir una «distancia» con el personaje que ha creado, «parece volverse más experimentado». Benson afirma que en la ficción de Hemingway la distancia es necesaria, y es aplicada con éxito en la ficción temprana como en Fiesta, pero si él, siendo «el autor no crea deliberadamente esta distancia, la ficción falla», como aparentemente ocurrió en obras posteriores como Al otro lado del río y entre los árboles.
Baker caracteriza Al otro lado del río y entre los árboles como una «novela lírica poética» en la que cada escena tiene una verdad subyacente presentada por medio de simbolismo. Un ejemplo de omisión deliberada, según Meyers, es que Renata, al igual que otras heroínas en la ficción de Hemingway, sufre un gran "choque" —el asesinato de su padre y la consiguiente pérdida de su casa— a la que Hemingway sólo alude brevemente. La narrativa recortada de Hemingway obliga al lector de resolver las conexiones. Como señala Stoltzfus: «Hemingway lleva al lector hasta el puente que debe cruzar solo, sin la ayuda del narrador».
Hemingway creía que si ya se había escrito sobre el contexto o fondo por otro, y que lo escrito era de buena calidad, podría ser omitida de sus escritos. Sobre El viejo y el mar explica: «Como escritor uno se ve limitado por lo que ya se ha hecho satisfactoriamente. Así que he tratado de hacer algo diferente. En primer lugar he tratado de eliminar todo lo innecesario para transmitir la experiencia al lector, de manera que después de haber leído algo, esto se convierte en parte de su experiencia y parezca que realmente sucedió».

## Legado
En octubre de 1954 Hemingway recibió el Premio Nobel de Literatura «por su maestría en el arte de la narración, demostrado recientemente en El viejo y el mar, y por la influencia que ha ejercido sobre el estilo contemporáneo».
El legado de Hemingway a la literatura norteamericana es su estilo: los escritores que vinieron después lo emularon o lo evitaron. Después de que estableció su reputación con la publicación de Fiesta, se convirtió en el portavoz de la generación de la primera posguerra, habiendo establecido un estilo a seguir. Reynolds afirma que su legado consiste en que «dejó cuentos y novelas tan conmovedores que algunos han pasado a formar parte de nuestro patrimonio cultural». En un discurso de 2004 en la Biblioteca John F. Kennedy, Russell Banks declaró que, como muchos escritores masculinos de su generación, fue influenciado por la filosofía literaria, el estilo y la imagen pública de Hemingway.
En cambio, en 2012 el novelista John Irving rechazó la mayor parte de la obra de Hemingway «a excepción de algunos cuentos», diciendo que «el dictamen de escribir-lo-que-uno-sabe no tiene lugar en la literatura de imaginación». Irving también se opuso a la «postura de hombre duro-ofensivo—todos esos hombres recalcitrantes del tipo dice-poco» y contrastó el enfoque de Hemingway con el de Herman Melville, citando el consejo de este último: "ten cuidado a quien busca agradar más que atemorizar"».